# Liste der Monuments historiques in Gennes-sur-Seiche
Die Liste der Monuments historiques in Gennes-sur-Seiche führt die Monuments historiques in der französischen Gemeinde Gennes-sur-Seiche auf.

## Liste der Bauwerke
| Bezeichnung       | Beschreibung | Standort | Kennzeichnung | Schutzstatus | Datum | Bild |
| ----------------- | ------------ | -------- | ------------- | ------------ | ----- | ---- |
| Kirche St-Sulpice |              | (Lage)   | PA00090581    | Inscrit      | 1926  |      |

## Liste der Objekte
| Bezeichnung                   | Beschreibung          | Standort                        | Kennzeichnung | Schutzstatus | Datum | Bild           |
| ----------------------------- | --------------------- | ------------------------------- | ------------- | ------------ | ----- | -------------- |
| Fünf Altäre mit fünf Retabeln | Stein und Holz, 1678  | in der Kirche St-Sulpice (Lage) | PM35000233    | Classé       | 1951  | weitere Bilder |
| Kanzel                        | Holz, 18. Jahrhundert | in der Kirche St-Sulpice (Lage) | PM35000234    | Classé       | 1966  | weitere Bilder |